# اشلی هاتس
اشلی هاتس (انگلیسی: Ashley Houts؛ زادهٔ ۳۱ دسامبر ۱۹۸۷) بازیکن بسکتبال اهل ایالات متحده آمریکا است.
وی در مسابقات کشوری و بین‌المللی در مجموع برندهٔ ۱ مدال طلا شده‌است.